# 蒂霍米爾·奧雷什科維奇
蒂霍米爾·奧雷什科維奇（1966年1月1日—），是一名克羅地亞裔加拿大企業家，自2016年1月22日出任克羅地亞總理。